# 艾丽斯·科奇曼
艾丽斯·科奇曼（英語：Alice Coachman，1923年11月9日—2014年7月14日），美国女子田径运动员。她曾代表美国参加1948年夏季奥林匹克运动会田径比赛，获得女子跳高金牌。她是首位获得奥运金牌的黑人女性。